# Bordea
Bordea là một chi nhện trong họ Linyphiidae.